# Grupo Modelo
Grupo Modelo, S.A. de C.V. es una cervecería mexicana que se especializa en exportar cerveza a la mayoría de los países del mundo, fundada por los empresarios españoles Braulio Iriarte presidente, Pablo Díez, Martín Oyamburu Arce y Miguel Oyamburu Arce en la Ciudad de México en 1925. Sus marcas de exportación incluyen Corona Extra, Modelo y Pacífico. Actualmente, produce 17 marcas nacionales, entre las que destacan Corona Extra (la cerveza mexicana de mayor venta en el mundo), Modelo Especial, Victoria, Pacífico, Negra Modelo, Montejo y León.
También exporta siete marcas, Corona Extra, Corona Light, Modelo Especial, Modelo Ámbar, Negra Modelo, Pacífico, Montejo y Estrella Jalisco, estando presente en más de 180 países. Las marcas artesanales Cucapá, Bocanegra, entre otras forman parte de su portafolio desde 2014. La empresa tiene una capacidad instalada anual en México de 90,5 millones de hectolitros[cita requerida] de cerveza y es el importador en México de las marcas Budweiser, Bud Light, Stella Artois, Michelob ULTRA, O’Doul’s, así como cervezas de especialidad de las marcas Leffe, Hoegarden, Becks y Goose Island producidas por Anheuser-Busch InBev en diversas partes del mundo.
Grupo Modelo cuenta con diez plantas cerveceras en México, incluyendo siete plantas industriales, dos artesanales y una experimental. Además tiene diez plantas de operaciones verticales (vidrieras, malterías, botes y plastitapas). A través de una alianza estratégica con Nestlé Waters, produce y distribuye en México las marcas de agua embotellada Sta. María, Nestlé Pureza Vital, entre otras.
En 1994, Grupo Modelo empezó a cotizar en la Bolsa Mexicana de Valores, con la clave de pizarra GMODELOC y en 2011 empezó a formar parte de su IPC Sustentable. Adicionalmente, cotizó como Certificados de Depósito Americanos (ADR) bajo la clave GPMCY en los mercados OTC de los Estados Unidos y en Latibex, en España, bajo el símbolo XGMD. En 2013, se liquidó a todos los accionistas y dejó de cotizar en la Bolsa Mexicana de Valores, conservando el nombre de sus marcas y las plantas cerveceras, comenzando la producción en otros países.
En octubre de 2016, Mauricio Leyva Arboleda fue nombrado director general de Grupo Modelo y presidente de la Zona América Central de Anheuser-Busch InBev como sucesor de Ricardo Tadeu.

## Historia
Grupo Modelo comenzó en 1925, y sus fundadores fueron un grupo de veinticinco inmigrantes españoles entre los que destacaron: Braulio Iriarte, dueño de panaderías y del Molino Euzkaro, en la Ciudad de México, y Martín Oyamburu, industrial, banquero y terrateniente, fundador de Hulera Euzkadi, Banco de Crédito Español de México, S.A, campos petroleros en la zona de Veracruz y ranchos lecheros en la zona de Lindavista, inauguraron la Cervecería Modelo, y tres años más tarde comenzaría la comercialización de las marcas Modelo, Negra Modelo y Corona, que en 1928 llegaron a 8 millones de botellas vendidas.
- En 1930, lanzó al mercado la marca Negra Modelo.
- En 1933, Martín Oyamburu y su hermano Miguel atrajeron a Pablo Díez Fernández, emigrante español de León, ya que eran socios, amigos y compadres, accionista desde los comienzos de la compañía y vocal de su Consejo de Administración desde 1926; juntos poseían una fábrica de levadura ubicada al norte de la Ciudad de México, en donde Félix Aramburuzabala, abuelo de María Asunción Aramburuzabala Larregui, era miembro del consejo de administración.
- En 1935, como parte de la celebración del décimo aniversario de su fundación, Grupo Modelo puso a la venta su primera cerveza extra ligera, Moravia. Este mismo año, Martín Oyamburu Arce y su hermano Miguel compraron, para la Cervecería Modelo, la Compañía Cervecera de Toluca y México, fabricante de las marcas Victoria y Pilsener. El día de la compra mandó publicar en todos los periódicos de México la frase: "La Victoria es nuestra", origen del actual eslogan.
- Tras la muerte de Braulio Iriarte, que se produjo en 1932, los hermanos Oyamburu Arce y Pablo Díez Fernández quedaron como únicos socios de la cervecería tras comprar el año 1936 sus acciones a los herederos de Iriarte.
- En 1936, como resultado de la crisis de 1929, la Modelo pasó por un periodo de grandes dificultades, por lo que Martín Oyamburu desarrolló una estrategia de distribución basado en agencias distribuidoras por todo el país, aprovechando que "en cada ciudad del país siempre había un español exitoso con ambición y ganas de trabajar" (sic). A estos les otorgaban agencias y les enviaban la cerveza para vender. "Así aprovechas la fuerza local."[4]

Durante la Segunda Guerra Mundial, cuando otras cerveceras mexicanas aprovecharon una nueva apertura norteamericana, Modelo dedicó esfuerzos a fortalecer su red nacional de ventas. En 1943 empleó el lema publicitario "20 millones de mexicanos NO pueden estar equivocados." Posteriormente, Pablo Díez, Emilio Suberbil y los Oyamburu fundaron la compañía Extractos y Maltas, S. A.
- Entre 1953 y 1954, los publicistas de Modelo lanzaron una campaña que congregó a caricaturistas para sus anuncios, quienes dibujaron a personajes del medio artístico, periodistas, deportistas, escritores y otros tipos populares.
- En 1964, la publicidad se ocupó de promover botellas grandes llamadas "Corona Familiar", anunciada como "la cerveza de su hogar", para dirigir sus ventas a amas de casa.
- En 1966, Modelo inició la producción de latas de rápido enfriamiento con su línea de "frescobotes" de Modelo Especial.
- En 1967, la Corona Familiar se ofreció con tapón "abre-cierra", y ese mismo año llegó a México el sistema millipore de control microbiológico que hizo posible la producción de la cerveza de barril embotellada.

Para ello, Cervecería Modelo adquirió diversas fábricas de cerveza en la República Mexicana. Cervecería Modelo expandió su infraestructura por la adquisición de empresas previamente establecidas y la construcción de plantas propias:
- Cervecería Modelo de México, Ciudad de México (creada en 1925)
- Compañía Cervecera de Toluca y México, Toluca, Estado de México (adquirida en 1935 - actualmente fuera de operación)
- Cervecería del Pacífico, en Mazatlán, Sinaloa (adquirida en 1954)
- Cervecería La Estrella, en Guadalajara, Jalisco (adquirida en 1954)
- Cervecería Modelo del Noroeste, en Ciudad Obregón, Sonora (adquirida en 1960 - a partir de la asociación mayoritaria de Modelo con la empresa Inversiones y Fomento del Noroeste, S. A.)
- Cervecería Modelo de Torreón, Coahuila (creada en 1967) - resultado de la liquidación de la Compañía Cervecera de la Laguna.
- Compañía Cervecera del Trópico, en Tuxtepec, Oaxaca (creada en 1984)

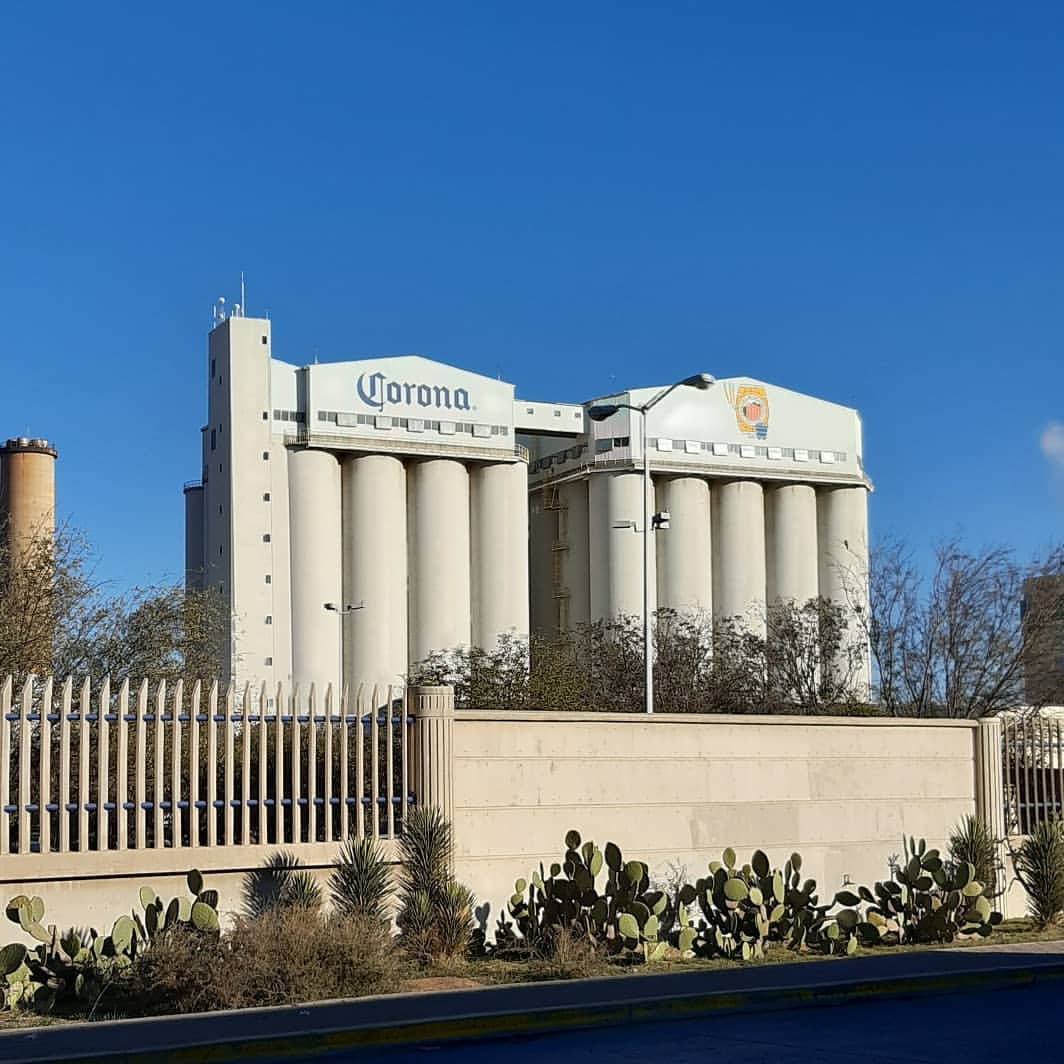
Grupo Modelo Zacatecas

- Compañía Cervecera de Zacatecas, en Calera, Zacatecas (creada en 1997) - la planta cervecera más grande del mundo, la cual tiene una capacidad para producir hasta 24 millones de hectolitros anuales.
- Planta experimental, Ciudad de México
- Plantas artesanales, Baja California (Tecate y Tijuana)

Pablo Díez Fernández, inmigrante español de León y presidente desde 1932 hasta 1971, llevó una política de expansión de la empresa, accionista desde los comienzos de la compañía y vocal de su Consejo de Administración desde 1926, el empresario leonés siguió al pendiente de sus negocios vinculados a la producción de pan y levadura y fue, asimismo, el impulsor de nuevas aventuras, una de ellas, Pan Ideal, se considera la primera fábrica mecanizada de pan de caja que hubo en la República mexicana.
Esta misión empresarial sería mejorada por su sobrino Antonino Fernández Rodríguez, también español de León, quien en 1949 se trasladó a México e ingresó en el Grupo Modelo, comenzando como empleado de almacén. A lo largo de sus primeros meses en México, desempeñó distintas labores en la empresa cervecera hasta que fue promovido al puesto de administrador general, desde el cual conoció las raíces y particularidades de la empresa. En 1958, Antonino coordinó la construcción de Cervecería Modelo de Guadalajara, que construyeron los maestros cerveceros que él había capacitado, con un resultado extraordinario: Antonino fue el responsable de realizar importantes innovaciones en la producción y organización. Se encargó, por ejemplo, de preparar y entrenar a jóvenes ingenieros mexicanos — que reclutó en las mejores universidades del país — para convertirlos en los maestros cerveceros de la compañía. La cervecería de Guadalajara fue la tercera del Grupo, después de la Ciudad de México y la de Mazatlán, y a esta siguieron la construcción o adquisición de otras cuatro, culminando con la edificación de la planta de Zacatecas, una de las más grandes del mundo.
Pablo Díez Fernández, recibió en julio de 1969 la Orden Mexicana del Águila Azteca; la más alta distinción que se les otorga a los extranjeros en México por servicios prominentes prestados a la nación mexicana, a la humanidad o por sus altos logros alcanzados, del entonces Canciller de la República, Antonio Carrillo Flores.
En 1971 Antonino Fernández Rodríguez fue nombrado presidente del Consejo de Administración y director general de Grupo Modelo. Continuó como director general de la empresa hasta 1997 y como presidente del Consejo de Administración hasta 2005. Fue creador de varias empresas, entre las que destacan Nueva Fábrica Nacional de Vidrio, Cebadas y Maltas, Inamex de Cerveza y Malta, Compañía Cervecera del Trópico e Industria Vidriera del Potosí. Antonino Fernández recibió varios reconocimientos a lo largo de su vida, incluidos medallas de honor y de mérito militar, y el rey Juan Carlos I de España le nombró caballero de la Gran Cruz de la Orden de Isabel la Católica. Además, fue denominado visitante distinguido y recibió insignias de varias ciudades en México y del mundo, la medalla de Honor del Casino Español y el Premio Tlamatini otorgado por la Universidad Iberoamericana, ambos en México.

## Antecedentes
El antecedente de este corporativo fue la creación a finales de los años 70 de Diblo, S. A. de C. V., compañía holding tenedora de las acciones de las fábricas; de Consorcio Distributivo, holding tenedora de las acciones de las agencias, y de Expansión Integral, la compañía que tenía el control de las inmobiliarias. Hasta entonces, las directrices generales se tomaban en la cervecería de la Ciudad de México, la casa matriz. Con la reorganización se unificaron las políticas y se crearon direcciones centrales para todas las operaciones. Como consecuencia de ese acuerdo comercial, hubo un incremento de la competencia en el mercado nacional entre las marcas mexicanas y las importadas, lo que resultó favorable para Grupo Modelo.
En febrero de 1994, Grupo Modelo se convirtió en empresa pública al colocar el 13 por ciento de su capital social en la Bolsa Mexicana de Valores.
En el 2013 Anheuser-Busch InBev llegó a un acuerdo con el Departamento de Justicia para poner fin a la disputa por su adquisición de Grupo Modelo a un costo de 20 100 millones de dólares.
La mayor empresa cervecera del mundo ha intentado desde junio de 2012 comprar la mitad del Grupo Modelo que aún no posee. El Departamento de Justicia impidió el acuerdo por temor a que una empresa de tal tamaño asfixiara a la competencia en Estados Unidos.
El acuerdo, anunciado el viernes 19 de abril de 2013, es similar a uno que había sido modificado y que fue dado a conocer a principios de año, el cual requería la venta a Constellation Brands Inc. de la totalidad del negocio del Grupo Modelo en Estados Unidos. A través de un comunicado enviado a la Bolsa Mexicana de Valores (BMV), se pudo observar que el Grupo Modelo fue informado por Anheuser-Busch InBev sobre el cierre de la Oferta Pública de Adquisición (OPA) de las acciones en circulación de Grupo Modelo por parte de su subsidiaria Anheuser-Busch Mexico Holdings, de las cuales no era titular AB InBev; es decir, en 2013 Grupo Modelo dejó de ser empresa pública mexicana, liquidando la totalidad de sus acciones en la BMV, y pasando a ser marca registrada propiedad de la trasnacional AB InBev.

## Actualidad
Grupo Modelo cuenta con más de 32 mil[cita requerida][¿cuántos?] empleados.
Actualmente, continúa invirtiendo en ampliar y modernizar su capacidad productiva en México. En mayo de 2017 inauguró la Cervecería Yucateca en Hunucmá, Yucatán, que implicó una inversión de más de 8,500 millones de pesos y cuenta con una capacidad inicial para producir 7 millones de hectolitros de cerveza por año (5.4 millones de cervezas de 355 mil por día y 1,950 millones por año).
A través de la Fundación Grupo Modelo la empresa cervecera promueve el consumo responsable de sus productos entre clientes adultos a través de diversos programas. Asimismo, impulsa campañas para generar conciencia sobre la importancia de evitar formas de consumo inapropiadas: Consumo por menores de edad; consumo por mujeres embarazadas; alcohol y volante, y consumo explosivo (binge drinking).
Tras la constitución legal de Grupo Modelo, S. A. de C. V., el 21 de noviembre de 1991, el consorcio industrial está integrado por:
- Once plantas cerveceras en México, incluyendo ocho plantas industriales, dos artesanales y una experimental.
- Dos malterías
- Un consorcio vidriero
- Un corporativo cartonero
- Una empresa dedicada a la ingeniería, fabricación e instalación de maquinaria y equipo
- Fábricas de plastitapas y envases de aluminio
- Agencias y subagencias distribuidoras en Monclova Coahuila se encuentra una distribuidora
- Inmobiliarias
- Distribuidores Modeloramas
- Tiendas de conveniencia Extra

Durante 14 años consecutivos Grupo Modelo ha recibido el distintivo de Empresa Socialmente Responsable (ESR), como reconocimiento a sus prácticas de responsabilidad social, es pionera en la participación del Programa Nacional de Auditoría Ambiental promovido por la PROFEPA y en todas las operaciones de sus plantas cuenta con un tratamiento del 100 % del agua residual.

## Modelorama
Modelorama es una tienda minorista dedicada a la venta de cerveza y algunos abarrotes, sus periféricos conectando a las marcas de Grupo Modelo directamente con el consumidor final. Consiste en el desarrollo y expansión de una red de distribución a través de empresarios locales y está basado en un modelo de negocios tipo franquicia que ofrece, a quienes invierten, la oportunidad de iniciar un negocio rentable.
- Cada Modelorama es operado por empresarios independientes.
- Al día de hoy se cuenta con 10,000 Modeloramas.

## Certificación y expansión internacional

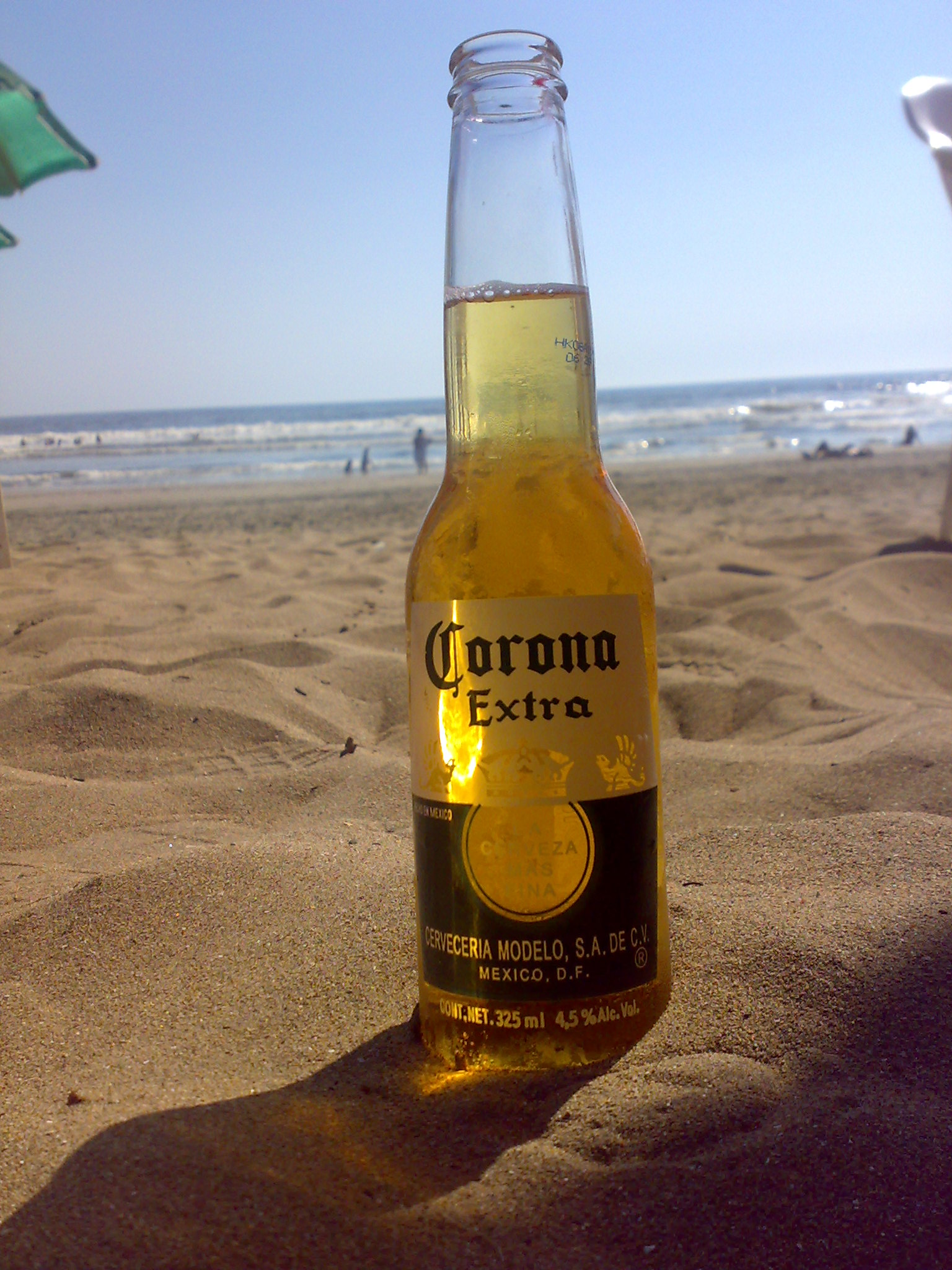
Botella de cerveza Corona Extra

Para implementar las normas internacionales de Aseguramiento de Calidad en las fábricas del Grupo, Cebadas y Maltas e Inamex de Cerveza y Maltaecibir recibieron el Certificado ISO 9000 en 1997. La mayoría de las empresas fueron certificadas al año siguiente.
La expansión internacional de los productos Modelo, se inició en el sur y el suroeste de los Estados Unidos, donde la cerveza mexicana gozaba de gran simpatía. Junto a las postales, las artesanías y otros recuerdos, los turistas norteamericanos se llevaban cerveza al regreso de sus vacaciones en México.
A partir del 2 de enero de 2007, Grupo Modelo y Constellation Brands crearon la asociación Crown Imports, LLC. (Crown) para la importación y comercialización del portafolio de las marcas de exportación de las cervezas producidas por el Grupo a todo el territorio de los Estados Unidos.
El 2 de abril de 2015, el Grupo y Cargill Incorporated (Cargill) llegaron a un acuerdo para establecer una alianza estratégica para el suministro de cebada y malta; asimismo, el Grupo vendió a Cargill el 49 % de su participación en Integrow Malt, LLC, (Integrow), antes GModelo Agriculture, cuya actividad preponderante es la transformación de cebada a malta y se encuentra en Idaho Falls, EE. UU.
En 2011, Modelo Especial ocupó la tercera posición en las preferencias de los norteamericanos y Corona Light fue la primera entre las importadas light.[cita requerida]

## Principales productos

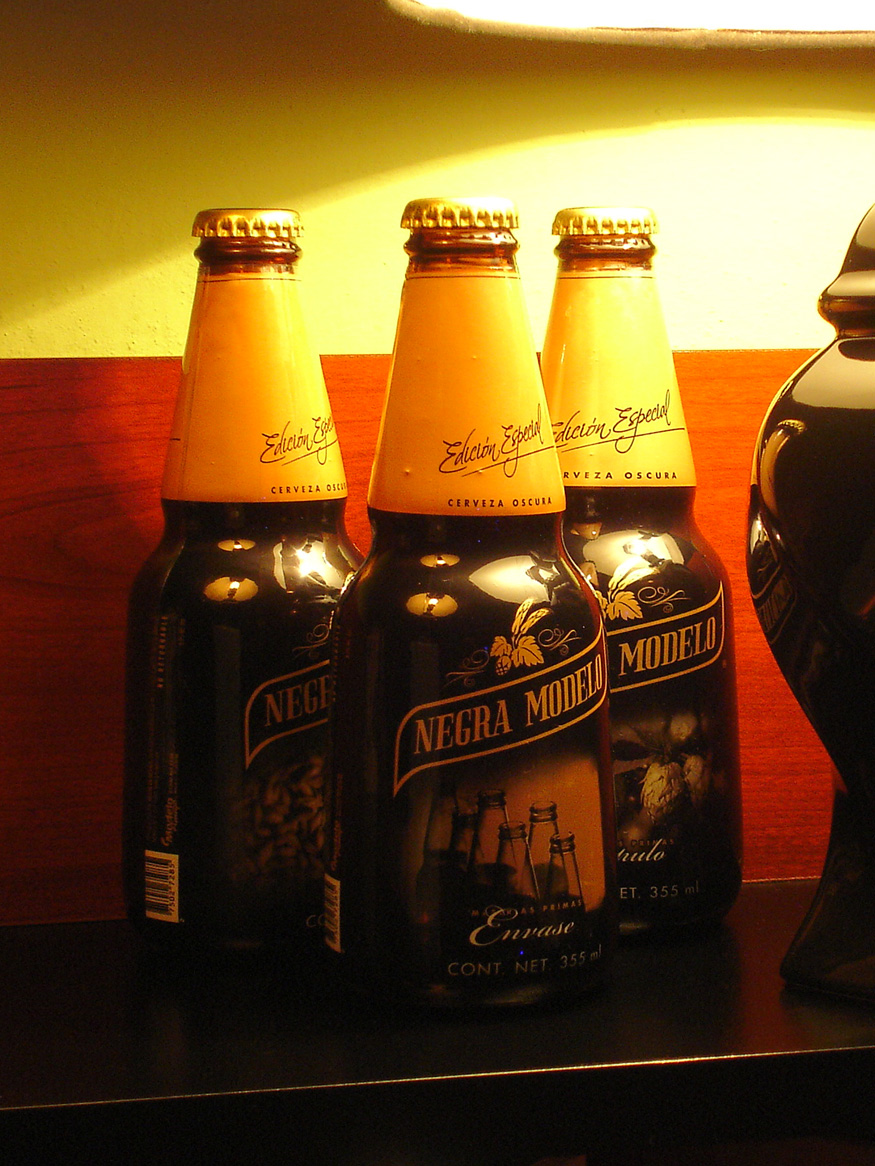
Negra Modelo, edición especial.

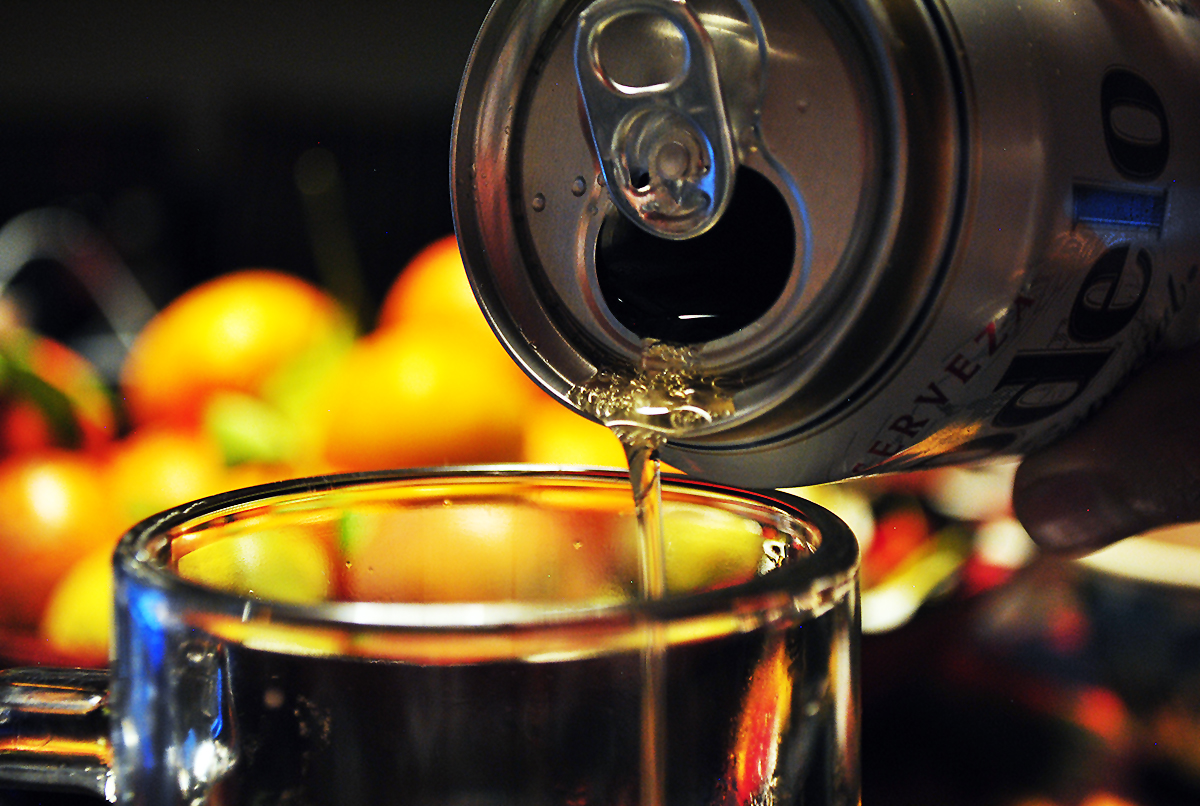
Lata de cerveza Modelo.

Las siguientes marcas son propiedad de Grupo Modelo:
- Corona Extra
- Corona Light
- Corona Cero
- Barrilito
- Estrella
- León
- Modelo Especial
- Modelo Negra
- Modelo Ámbar
- Montejo
- Pacífico
- Pacífico Light
- Tropical Light
- Victoria
- Cerveza Ideal: Azabache y As de oros
- Cucapá
- Bocanegra
- Tijuana
- Mexicali

Grupo Modelo también es importador exclusivo en México de las siguientes marcas cerveceras mundiales:
- Budweiser
- Bud Light
- Michelob ULTRA
- O'Doul's
- Stella Artois

A partir de inicios del 2007, Grupo Modelo estableció un acuerdo con Nestlé Waters, para la producción y distribución de agua en diferentes marcas y presentaciones:
- Perrier
- Pureza Vital
- San Pellegrino
- Sta. María

## Sector competencia
Antes de que Heineken comprara Cervecería Cuauhtémoc Moctezuma, Grupo Modelo junto con Cuauhtémoc Moctezuma, conformaban un duopolio que constituía el 98 % del mercado mexicano en producción de cerveza.
Desde finales de 2008 cuando se llevó a cabo esa transacción, Heineken se ha fortalecido como empresa y hoy en día representa la principal competencia para Grupo Modelo, principalmente por su cerveza Tecate que ha tenido mucho éxito recientemente.

## Mercadotecnia
El proceso de expansión a otros mercados comenzó con Canadá y Japón en 1985, seguido de Australia y Nueva Zelanda. En 1989 la marca ya estaba presente en Rusia, África y América Latina; hoy en día también comercializa con Brasil y China.
Actualmente, Grupo Modelo se encuentra presente en más de 180 países, y Corona Extra es la cerveza con más presencia en el mercado.
En 1943 se comenzó a emplear el lema publicitario que distingue a la empresa: “Y veinte millones de mexicanos no pueden estar equivocados”. En el año de 1966, entró al mercado la primera cerveza con envase de lata: Modelo Especial.
Grupo Modelo recibió el galardón "Anunciante del año" por parte de la 28 edición de El Sol, Festival Iberoamericano de la Comunicación Publicitaria, a realizarse los días 30 y 31 de mayo de 2013, así como el 1 de junio del mismo año en la ciudad de Bilbao, España.
En un comunicado, se le otorgó el reconocimiento por la trayectoria de creatividad y presencia de la marca Corona Extra.
Abundó que desde 2010 a la fecha las campañas realizadas por JWT España, su agencia de publicidad actual, obtuvo nueve soles de oro, siete de plata, cuatro de bronce y el Gran Premio de Exterior en 2011 por la campaña Hotel Corona Save the Beach.

## Proyectos adicionales
Grupo Modelo ha desarrollado iniciativas adicionales que buscan encaminar a Grupo Modelo como motor de desarrollo para el país. Entre ellos se encuentra:
- Levadura de Ideas
- Brewing Data Cup
- Fondo del agua

## Conflictos laborales

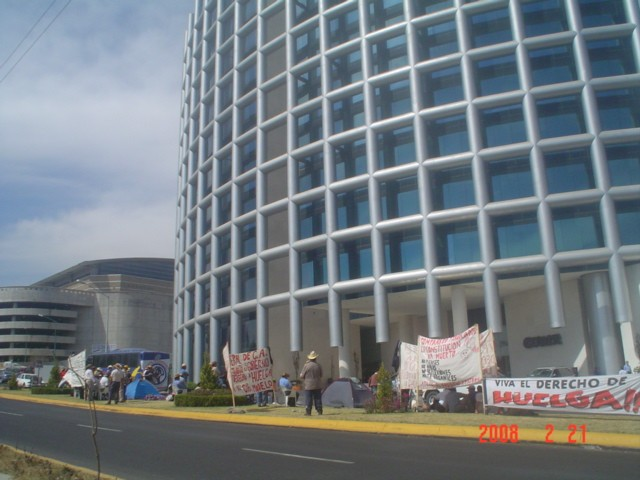
Plantón frente a las oficinas centrales de Grupo Modelo en Santa Fe, Ciudad de México.

La principal estrategia de Grupo Modelo para reducir sus costos de operación -de donde ha obtenido la mayor parte del crecimiento de sus utilidades- es reducir el nivel de vida de sus trabajadores. El consorcio se ha visto involucrado en numerosos escándalos relacionados con esta política laboral.
En 1989, Grupo Modelo rompió violentamente la huelga que sostenían los trabajadores de la planta Cervecería Modelo en la Ciudad de México, y despidió a más de 2 mil de ellos.
En septiembre de 1992 cerró la tradicional Cervecería Yucateca dejando sin empleo a 700 obreros. Negoció el cierre en secreto con los dirigentes del sindicato de protección patronal (sindicato charro) Confederación Revolucionaria de Obreros y Campesinos (CROC), excluyendo en todo momento a los trabajadores.
En ese mismo año, 200 transportistas instalaron un plantón con sus tráileres afuera de la planta Corona de Zacatecas acusando a la empresa de incumplir un compromiso pactado a cambio de la venta de sus tierras. "Y ahora nos dejan sin trabajo cuando aún no terminamos de pagar nuestras unidades" aseveraron.
En enero de 2005 el consorcio obligó a 3500 trabajadores de Compañía Cervecera de Zacatecas a renunciar para volverlos a subcontratar a través de una empresa terciaria. Con esa "reestructuración administrativa" los trabajadores perdieron la mayor parte de sus prestaciones, incluida la repartición de utilidades.
Rigoberto, José Luis, Francisco, Álex, Jaime y Edgar, Ingenieros electromecánicos declararon a un diario de circulación nacional: "Nos asignaron ritmos de trabajo insoportables, de esclavos: entrábamos a las 6 de la madrugada para salir a las 14 horas, pero en ese momento nos informaban que debíamos doblar turno, hasta las 11 de la noche. Además teníamos que llenar nuestros reportes de gráficos y de sistemas, salíamos de la planta casi a la una de la madrugada... y a las 6 de la madrugada ya debíamos estar de regreso. Así toda la semana. Lo peor comenzó cuando decidieron dejarnos sin nuestro día de descanso, porque un día antes nos avisaban: mañana vienes a trabajar, te vamos a pagar tu día de descanso".
Si no se presentaban, simplemente los sancionaban por "falta injustificada" y con la elaboración del respectivo "reporte". Agregaron que los presionan hasta que huye la gente por el ritmo de trabajo tan pesado: "No quieren a la gente con experiencia y antigüedad; quieren contratar nuevo personal, que puedan amoldar a su modo".
En febrero de 2006, campesinos de Tlaxcala denunciaron que Grupo Modelo impone precios desleales a los 50 mil productores de cebada y acapara los recursos hídricos del estado.
En julio del mismo año la empresa Industria Vidriera del Potosí, filial del Grupo Modelo, despidió a cinco representantes de los trabajadores que exigían mejores condiciones laborales. Jesús Rodríguez, uno de los despedidos, indicó: “No tenemos seguridad, nuestros alimentos se componen por una Sopa Maruchan, galletas saladas y un sobre instantáneo para hacer agua. Hay maltrato verbal y físico por parte de los asesores a los trabajadores, inclusive ya ha habido heridos y los responsables no son castigados, las rutas de los transportes no son adecuadas, muchos trabajadores tienen que caminar hasta media hora para abordar el transporte de la empresa, entre otras cosas que planteábamos a los representantes de la empresa. Por lo cual, pensamos que es un acto de intimidación por parte de la empresa el habernos despedido”. Francisco Cruz, asesor de los trabajadores inconformes, refirió que los salarios estaban por debajo de los 100 pesos diarios.
La empresa también trató de impedir que el sindicato se independizara de la Confederación de Trabajadores de México (CTM), otro sindicato de protección patronal mexicano, y se democratizara. Después de varias protestas y un paro laboral, los trabajadores consiguieron la reinstalación de los despedidos y el reconocimiento del sindicato independiente, el SUTEIVP.
En julio de 2007 la corporación se vio involucrada en otro conflicto en la Cervecería Modelo de Lago Alberto, donde los trabajadores realizaron un paro denunciando despidos injustificados y maltrato laboral, y exigiendo la destitución de los dirigentes cetemistas de su sindicato. Sin embargo, en esa ocasión la empresa impuso un nuevo comité de la misma CTM.
En enero de 2008 Grupo Modelo despidió a más de 250 trabajadores nuevamente de la Empresa Industria Vidriera del Potosí, incluidos todos los representantes del sindicato. Los trabajadores argumentaron que la medida tiene como objetivo "destruir nuestro sindicato, el SUTEIVP, pues en el 2006 logramos democratizar nuestra agrupación y quitar a los dirigentes de la CTM, que nunca nos defendían. (...) En nuestra revisión del año pasado logramos nuevos puestos de trabajo y un aumento salarial del 19 %. (...) Pretenden castigarnos ante los ojos de los demás obreros potosinos para que nadie intente imitarnos."
La empresa ha amenazado a los trabajadores restantes con despedirlos también si no aceptan afiliarse a un sindicato de la CROC dirigido por Salim Kalkach. El 9 de mayo, más de 200 elementos de la Policía Federal Preventiva, policía estatal y guardias privados, portando armas de asalto se posicionaron al interior de las instalaciones de IVP, donde empleados de la Junta Federal de Conciliación y Arbitraje organizaron una simulación de elección sindical. Los trabajadores fueron conducidos en pequeños grupos a un salón donde debían colocar un supuesto voto sobre una mesa de manera abierta y ante la mirada de los directivos de la empresa. El pretendido voto consistía de una boleta con la leyenda impresa “Yo voto por CROC” que les fue entregada a los trabajadores al entrar al salón.
El SUTEIVP, por su parte, ha recurrido a instancias legales mexicanas e internacionales, y ha realizado protestas en San Luis Potosí y el Distrito Federal, incluido un plantón frente a las oficinas de Grupo Modelo en la lujosa colonia de Zedec Santa Fe en la Ciudad de México.